# Лейкпорт (Миннесота)
Лейкпорт (англ. Lakeport) — тауншип в округе Хаббард, Миннесота, США. На 2000 год его население составило 744 человека.

## География
По данным Бюро переписи населения США площадь тауншипа составляет 91,6 км², из которых 76,5 км² занимает суша, а 15,1 км² — вода (16,48 %).

## Демография
По данным переписи населения 2000 года здесь находились 744 человека, 294 домохозяйства и 221 семья. Плотность населения — 9,7 чел./км². На территории тауншипа расположено 537 построек со средней плотностью 7,0 построек на один квадратный километр. Расовый состав населения: 95,83 % белых, 1,48 % коренных американцев, 0,13 % — других рас США и 2,55 % приходится на две или более других рас. Испанцы или латиноамериканцы любой расы составляли 0,67 % от популяции тауншипа.
Из 294 домохозяйств в 31,3 % воспитывались дети до 18 лет, в 66,0 % проживали супружеские пары, в 5,4 % проживали незамужние женщины и в 24,8 % домохозяйств проживали несемейные люди. 21,1 % домохозяйств состояли из одного человека, при том 6,8 % из — одиноких пожилых людей старше 65 лет. Средний размер домохозяйства — 2,53, а семьи — 2,91 человека.
26,3 % населения — младше 18 лет, 5,9 % — в возрасте от 18 до 24 лет, 23,7 % — от 25 до 44, 28,1 % — от 45 до 64, и 16,0 % — старше 65 лет. Средний возраст — 41 год. На каждые 100 женщин приходилось 100,0 мужчин. На каждые 100 женщин старше 18 приходилось 102,2 мужчин.
Средний годовой доход домохозяйства составлял 36 397 долларов, а средний годовой доход семьи — 41 696 долларов. Средний доход мужчин — 28 571 доллар, в то время как у женщин — 26 750. Доход на душу населения составил 17 750 долларов. За чертой бедности находились 6,5 % семей и 10,7 % всего населения тауншипа, из которых 13,3 % младше 18 и 1,7 % старше 65 лет.